# バロウズの妻
『バロウズの妻』（英: Beat）は、2000年に製作されたアメリカ映画。コートニー・ラブ主演。

## キャスト
※括弧内は日本語吹替
- ジョーン・ヴォルマー - コートニー・ラブ（山像かおり）
- ルシアン・カー - ノーマン・リーダス（井上倫宏）
- アレン・ギンズバーグ - ロン・リビングストン（木下浩之）
- ウィリアム・S・バロウズ - キーファー・サザーランド（菅生隆之）
- デイヴ・カマラー - カイル・セコー（仲野裕）
- ジャック・ケルアック - ダニエル･マルティネス
- リー - サム・トラメル（奥田啓人）
- セイディ - リサ・シェリダン（高森奈緒）
- ハード - アレック・ヴォン・バージェン（田中正彦）
- ドワイト - トミー・ペルナ（佐々木誠二）
- 薬剤師 - スティーヴ・ヘドゥン（園江治）
- メアリー - パトリシア・ラカ（森口芽衣）
- ビルJr. - レネ・ルビオ
- ジュリー - ジョージアナ・シルブ